# Nikita Tsjernov
Nikita Aleksandrovitsj Tsjernov (Russisch: Никита Александрович Чернов; Volzjski, 14 januari 1996) is een Russisch voetballer die bij voorkeur als centrale verdediger speelt. Hij staat onder contract bij CSKA Moskou, waar hij in 2015 doorstroomde vanuit de eigen jeugdopleiding.

## Clubcarrière
Tsjernov werd geboren in Volzjski en is afkomstig uit de jeugdacademie van CSKA Moskou. Op 24 september 2014 maakte hij zijn opwachting in de beker tegen Chimik Dzerzjinsk. De volgende ronde mocht de centrumverdediger opnieuw meedoen tegen Torpedo Moskou. In beide wedstrijden speelde hij de volledige wedstrijd.

## Interlandcarrière
Op 30 mei 2015 riep Fabio Capello Tsjernov op voor de vriendschappelijke interland tegen Wit-Rusland, ondanks dat hij nog geen enkele wedstrijd in de Premjer-Liga gespeeld heeft. Op 7 juni 2015 debuteerde hij voor Rusland tegen Wit-Rusland. Tsjernov mocht in de basiself starten en werd na 78 minuten vervangen door Jevgeni Makejev. Rusland won het oefenduel met 4–2.